# Apotropina tsitsikama
Apotropina tsitsikama är en tvåvingeart som beskrevs av Curtis W. Sabrosky 1982. Apotropina tsitsikama ingår i släktet Apotropina och familjen fritflugor. Inga underarter finns listade i Catalogue of Life.